# 2015~2016년 뉴질랜드 국기 국민투표
2015~2016년 뉴질랜드 국기 국민투표는 2015년부터 2016년까지 뉴질랜드에서 국기 변경 여부를 놓고 실시된 국민투표이다. 2015년 11월 20일부터 12월 11일까지 실시된 1차 국민투표에서는 새로운 국기 방안을 결정하였다. 2016년 3월 3일부터 3월 24일까지 실시된 2차 국민투표는 새로운 국기 방안과 현행 국기 가운데 하나를 놓고 뉴질랜드의 국기 변경 여부를 결정하였다. 2차 투표에서 현행 국기를 쓰는 방안이 56.7%를 기록하면서 뉴질랜드의 국기 변경안은 부결되었다.

## 배경
뉴질랜드는 영국령 시대의 1869년 푸른 바탕 왼쪽에 유니언 잭을 배치하고, 나머지 푸른 바탕에 블루 엔자인을 바탕으로 남십자성을 의미하는 흰색이 드리워진 네 개의 붉은 별을 배치한 것을 국기로 도입하고 1902년에 의회에 의해 공식적으로 국기와 제정되었다. 1947년 독립시에도 변경되지 않고 100년 동안 국기로 사용되었다.
그러나 뉴질랜드에서 영국 이탈이 시작된 1970년대부터 국기를 변경해야 한다는 논의가 시작되었다. 국기 변경을 찬성하는 진영에서는 뉴질랜드의 국기가 영국의 식민지 시대를 연상시키는 데다 오스트레일리아의 국기와 유사한 점을 들어 국기를 변경해야 한다고 주장했다. 2014년 존 키 뉴질랜드 총리는 뉴질랜드의 국기 변경 여부를 묻는 국민투표를 실시하겠다는 의사를 밝혔다.

## 유권자
유권자는 다음 세 가지를 모두 충족하는 자에 한정된다.
- 18세 이상인 사람, 1년 이상 연속하여 뉴질랜드에 거주한 사람, 뉴질랜드 국민 또는 뉴질랜드 영주권을 보유한 사람

## 투표 방법
투표 용지를 우편으로 송부된다. 이 때문에 사전에 정확한 배송 정보를 위해 2015년 11월 19일까지 등록을 마쳐야 했다.
1차 투표에서는 우선 순위(IRV) 방식이 사용된다. 유권자는 투표 용지에 그려진 다음의 5개의 새로운 국기 방안에 대해 가장 좋다고 생각 방안에서 1,2, ..., 5 및 번호를 순서대로 붙여 나간다. 번호는 중간에 그만 적어도 상관없지만 같은 번호를 두 가지 국기에 쓰는 것은 허용되지 않는다. 1차 투표에서 가장 높은 득표율을 기록한 방안이 2차 투표에 진출한다. 2차 투표에서는 1차 투표에서 채택된 국기를 사용하는 방안과 현행 국기를 사용하는 방안 가운데 하나를 선택한다.

## 1차 투표
만약 뉴질랜드의 국기가 변경된다면 귀하는 어느 방안을 선택하시겠습니까?

A안
B안
C안
D안
E안

| 방안             | 1차 선택         | 1차 선택         | 2차 선택      | 2차 선택      | 3차 선택      | 3차 선택      | 최종 선택 | 최종 선택 |
| 방안             | 득표 수          | %                | 득표 수       | %             | 득표 수       | %             | 득표 수   | %         |
| ---------------- | ---------------- | ---------------- | ------------- | ------------- | ------------- | ------------- | --------- | --------- |
| A안              | 559,587          | 40.15            | 564,660       | 40.85         | 613,159       | 44.77         | 670,790   | 50.58     |
| E안              | 580,241          | 41.64            | 584,442       | 42.28         | 607,070       | 44.33         | 655,466   | 49.42     |
| B안              | 122,152          | 8.77             | 134,561       | 9.73          | 149,321       | 10.90         | 빈칸      | 빈칸      |
| D안              | 78,925           | 5.66             | 98,595        | 7.13          | 빈칸          | 빈칸          | 빈칸      | 빈칸      |
| C안              | 52,710           | 3.78             | 빈칸          | 빈칸          | 빈칸          | 빈칸          | 빈칸      | 빈칸      |
| 합계             | 1,393,615        | 100.00           | 1,382,258     | 100.00        | 1,369,550     | 100.00        | 1,326,256 | 100.00    |
| 양도가 금지된 표 | 양도가 금지된 표 | 양도가 금지된 표 | 11,357        | 0.73          | 24,065        | 1.56          | 67,359    | 4.35      |
| 비공식적인 표    | 비공식적인 표    | 비공식적인 표    | 비공식적인 표 | 비공식적인 표 | 비공식적인 표 | 비공식적인 표 | 149,747   | 9.68      |
| 무효표           | 무효표           | 무효표           | 무효표        | 무효표        | 무효표        | 무효표        | 3,372     | 0.22      |
| 전체 득표 수     | 전체 득표 수     | 전체 득표 수     | 전체 득표 수  | 전체 득표 수  | 전체 득표 수  | 전체 득표 수  | 1,546,734 | 100.00    |
| 투표율           | 투표율           | 투표율           | 투표율        | 투표율        | 투표율        | 투표율        | 48.78     | 48.78     |

## 2차 투표

2016년 3월 뉴질랜드 국기 2차 국민투표 선거구별 결과
1안 (새 국기)
2안 (현행 국기)

귀하가 선호하는 뉴질랜드의 국기는 어느 방안입니까?

1안
2안

| 방안            | 표        | 표     |
| 방안            | 득표 수   | %      |
| --------------- | --------- | ------ |
| 1안 (새 국기)   | 921,876   | 43.27  |
| 2안 (현행 국기) | 1,208,702 | 56.73  |
| 합계            | 2,130,578 | 100.00 |
| 비공식적인 표   | 5,044     | 0.23   |
| 무효표          | 5,273     | 0.21   |
| 전체 득표 수    | 2,140,895 | 100.00 |
| 투표율          | 67.78%    | 67.78% |